# Белькреди, Рихард
Граф Рихард Белькреди (нем. Richard Graf Belcredi;  12 февраля 1823 — 2 декабря 1902) — австрийский государственный деятель, Председатель Совета министров Австрийской империи в 1865—1867 годах. Почётный гражданин Любляны (1866).

## Биография
Младший сын графа Эдуарда фон Белькреди (1786–1838) и его жены, графини Марии фон Фюнфкирхен (1790–1860). Дворянский род Белькреди изначально происходил из Ломбардии. Предки графа Рихарда поселились в Моравии с 1769 года.
Рихард Белькреди обучался на юриста в Праге и Вене. В 1854 поступил на государственную службу, назначен на должность окружного начальника (Bezirkshauptmann) Знайма. В 1860 избран депутатом ландтага Моравии, а затем в качестве его представителя в Рейхсрат. В 1862 возглавил правительство Австрийской Силезии, в 1864 стал членом Тайного совета, а затем - штатгальтером Богемии.  Отстаивал идею о равноправности и автономии всех народностей, составляющих Австрийскую империю.
15 июня 1865 назначен Председателем Совета министров и министром внутренних дел, полиции, вероисповеданий и народного просвещения. Назначение Белькреди взамен ушедшей в отставку команды либералов Антона фон Шмерлинга было воспринято в обществе как поворот к консервативной политике. Было широко распространено мнение, что Белькреди не стремился возглавить правительство и принял это решение по личной просьбе императора Франца Иосифа из чувства долга.
Кабинет Белькреди получил наименование "Правительство трех графов" (Dreigrafenministerium) - в честь самого главы правительства, министра иностранных дел Менсдорфа и министра финансов Лариша фон Мённиха. В правительство входил и четвертый граф - министр без портфеля (фактически - министр по делам Венгрии) Мориц Эстергази. На протяжении времени работы правительства его главным приоритетом был поиск компромисса с элитой Венгрии, недовольной излишней на её взгляд централизацией империи в соответствии с Февральским патентом. 20 сентября 1865 принятием "Основного закона об имперском представительстве" действие Патента было приостановлено, однако окончательное решение венгерского вопроса выработано так и не было.
Программа Белькреди заключалась в создании федерации из пяти областей, в которой было бы обеспечено равноправие для всех крупных этносов, включая славянские: собственно Австрии, Богемии-Моравии-Силезии, Венгрии, Польши-Рутении и Иллирии. В каждой области предполагалось создать отдельный ландтаг, ответственный за решение внутренних вопросов соответствующей территории. Одновременно должен был быть учрежден общеимперский Рейхсрат. Венгры выступили резко против реализации плана Белькреди, выдвигая программу создания в рамках государства двух равноправных частей.
В 1866 году Австрия потерпела поражение в скоротечной Австро-прусско-итальянской войне и утратила возможности для объединения Германии под своим руководством. Министр иностранных дел Менсдорф, один из наиболее влиятельных представителей консервативного лагеря, был отправлен в отставку. Его место занял Фридрих Фердинанд фон Бейст - сторонник скорейшего заключения союза с Венгрией на паритетной основе. Будучи не в силах противостоять Бейсту, 7 февраля 1867 Белькреди вышел в отставку. Спустя месяц было заключено Австро-венгерское соглашение, а империя преобразована в Австро-Венгрию.
После отставки с поста главы правительства в 1881—1895 Белькреди занимал пост президента Высшего административного суда, до самой смерти являлся членом Палаты господ (Heerenhaus) Рейхсрата.

## Брак и дети
17 августа 1854 года в Граце женился на баронессе Анне фон Вельден (1834–1918), дочери генерала Людвига Вельдена. У них родились сын и две дочери:
- Людвик Эгберт (1856-1914), камергер, тайный советник, член Моравского воеводского собрания и Рейхсрата, женился на Марии фон Франкенштейн (1859-1938), 7 детей
- Мария Каролина (1858-1912), замужем за ротмистром лордом Максимилианом фон Виттингхофф (1854-1926)
- Каролина Кристина (1863-1923), дама Савойского института дворянок в Вене